# Schleifreisen
Schleifreisen é um município da Alemanha localizado no distrito de Saale-Holzland, estado de Turíngia.
Pertence ao Verwaltungsgemeinschaft de Hermsdorf.

### Geografia
Schleifreisen está localizado em um planalto, dois quilômetros a oeste de Hermsdorf e imediatamente a noroeste de Hermsdorfer Kreuz, parte do qual está na área municipal. O distrito da vila é limitado a oeste e norte pelo Zeitzgrund, no qual corre o Zeitzbach . O município tem áreas na área FFH Zeitzgrund-Teufelstal-Hermsdorfer Moore .

### História
No dia 13. Em 13 de agosto de 1351, Schleifreisen foi mencionado pela primeira vez em um documento. O local pertenceu aos senhores de Lichtenhain de 1433 a 1655, depois aos de Brand .
Durante a Guerra dos Trinta Anos, a praga estourou na aldeia. A partir de 1618, os fazendeiros de Schleifreisen entraram com uma ação judicial no tribunal de Jena contra o trabalho forçado de seus senhores. O processo terminou em 1621 com um acordo . Em 1856 a corvage foi finalmente abolida.
Em 1996, o município se juntou à comunidade administrativa de Hermsdorf.

### política
A prefeita honorária, Jaqueline Wulf, tomou posse no dia 5 de maio. Reeleito em junho de 2016.
O conselho municipal é composto por seis membros. Todos são fornecidos pelos cidadãos da comunidade eleitoral para viagens de moagem .

### Turismo
- A igreja da vila de Schleifreisen foi construída em 1769/70 no local de seu predecessor em ruínas, St. Jacobus .
- A torre de água Schleifreisen na entrada da aldeia pode ser vista de longe. Foi construído em 1929 para ligar a cidade ao abastecimento público de água. Com capacidade para 160 m³, a torre, que foi totalmente reformada em 2008/09, agora funciona como reservatório de água de combate a incêndio.
- O Zeitzgrund com o Bock- e o Ziegenmühle no norte do município, o Hasental e o Teufelstal com o Teufelstalbrücke, na época da construção de uma das maiores pontes do mundo, pertencem ao ambiente turístico atraente do local.

### Eventos regulares
Desde 2002, a divertida corrida “Hasentallauf”, que inclui viagens de moagem, é realizada anualmente em agosto.

### Negócios
O local possui uma área comercial de 7,27 hectares. Vários artesãos de vários ofícios são residentes na própria aldeia.